# Central Hawke's Bay District
Central Hawke's Bay District är en territoriell myndighet i regionen Hawke's Bay på Nordön i Nya Zeeland. Waipawa är administrativt centrum och distriktet hade 14 142 invånare vid folkräkningen 2018.
Distriktet skapades 1989 genom en sammanslagning av Waipukurau District och Waipawa District.

## Geografi
Områdets västra gräns utgörs av bergskedjan Ruahine Range och den östra gränsen utgörs av Stilla havet. I söder ligger Tararua District och i norr gränsar Central Hawke's Bay District till Hastings District.

## Demografi
| Befolkningsutvecklingen i Central Hawke's Bay 1991–2018 | Befolkningsutvecklingen i Central Hawke's Bay 1991–2018 | Befolkningsutvecklingen i Central Hawke's Bay 1991–2018 | Befolkningsutvecklingen i Central Hawke's Bay 1991–2018 | Befolkningsutvecklingen i Central Hawke's Bay 1991–2018 |
| ------------------------------------------------------- | ------------------------------------------------------- | ------------------------------------------------------- | ------------------------------------------------------- | ------------------------------------------------------- |
|                                                         |                                                         |                                                         |                                                         |                                                         |
| År                                                      |                                                         |                                                         | Folkmängd                                               |                                                         |
| 1991                                                    | 1991                                                    |                                                         | 12 828                                                  |                                                         |
| 1996                                                    | 1996                                                    |                                                         | 13 038                                                  |                                                         |
| 2001                                                    | 2001                                                    |                                                         | 12 828                                                  |                                                         |
| 2006                                                    | 2006                                                    |                                                         | 12 957                                                  |                                                         |
| 2013                                                    | 2013                                                    |                                                         | 12 717                                                  |                                                         |
| 2018                                                    | 2018                                                    |                                                         | 14 142                                                  |                                                         |
|                                                         |                                                         |                                                         |                                                         |                                                         |